# Élections américaines de la Chambre des représentants de 1990
En 1990, les élections à la Chambre des représentants des États-Unis ont eu lieu le 6 novembre pour renouveler 435 sièges. Elles se tiennent à mi-mandat du président républicain George H. W. Bush. Son parti perd quelques sièges lors de ces élections, qui marquent la hausse légère du nombre de sièges pour le parti démocrate.

## Résultats par district
| État       | District     | Représentant sortant    | Parti | Parti        | Représentant élu        | Parti | Parti       |
| ---------- | ------------ | ----------------------- | ----- | ------------ | ----------------------- | ----- | ----------- |
| Alabama    | 1er district | Sonny Callahan          |       | Républicain  | Sonny Callahan          |       | Républicain |
| Alabama    | 2e district  | William Louis Dickinson |       | Républicain  | William Louis Dickinson |       | Républicain |
| Alabama    | 3e district  | Glen Browder            |       | Démocrate    | Glen Browder            |       | Démocrate   |
| Alabama    | 4e district  | Tom Bevill              |       | Démocrate    | Tom Bevill              |       | Démocrate   |
| Alabama    | 5e district  | Ronnie Flippo *         |       | Démocrate*   | Robert E. Cramer        |       | Démocrate   |
| Alabama    | 6e district  | Ben Erdreich            |       | Démocrate    | Ben Erdreich            |       | Démocrate   |
| Alabama    | 7e district  | Claude Harris Jr.       |       | Démocrate    | Claude Harris Jr.       |       | Démocrate   |
| Alaska     | District     | Don Young               |       | Républicain  | Don Young               |       | Républicain |
| Arizona    | 1er district | John Jacob Rhodes III   |       | Républicain  | John Jacob Rhodes III   |       | Démocrate   |
| Arizona    | 2e district  | Mo Udall                |       | Démocrate    | Mo Udall                |       | Démocrate   |
| Arizona    | 3e district  | Bob Stump               |       | Républicain  | Bob Stump               |       | Républicain |
| Arizona    | 4e district  | Jon Kyl                 |       | Républicain  | Jon Kyl                 |       | Républicain |
| Arizona    | 5e district  | Jim Kolbe               |       | Républicain  | Jim Kolbe               |       | Républicain |
| Arkansas   | 1er district | Bill Alexander          |       | Démocrate    | Bill Alexander          |       | Démocrate   |
| Arkansas   | 2e district  | Tommy F. Robinson *     |       | Démocrate*   | Ray Thornton            |       | Démocrate   |
| Arkansas   | 3e district  | John Paul Hammerschmidt |       | Républicain  | John Paul Hammerschmidt |       | Républicain |
| Arkansas   | 4e district  | Beryl Anthony Jr.       |       | Démocrate    | Beryl Anthony Jr.       |       | Démocrate   |
| Californie | 1er district | Douglas H. Bosco        |       | Démocrate    | Frank Riggs             |       | Républicain |
| Californie | 2e district  | Wally Herger            |       | Républicain  | Wally Herger            |       | Républicain |
| Californie | 3e district  | Bob Matsui              |       | Démocrate    | Bob Matsui              |       | Démocrate   |
| Californie | 4e district  | Vic Fazio               |       | Démocrate    | Vic Fazio               |       | Démocrate   |
| Californie | 5e district  | Nancy Pelosi            |       | Démocrate    | Nancy Pelosi            |       | Démocrate   |
| Californie | 6e district  | Barbara Boxer           |       | Démocrate    | Barbara Boxer           |       | Démocrate   |
| Californie | 7e district  | George Miller           |       | Démocrate    | George Miller           |       | Démocrate   |
| Californie | 8e district  | Ron Dellums             |       | Démocrate    | Ron Dellums             |       | Démocrate   |
| Californie | 9e district  | Pete Stark              |       | Démocrate    | Pete Stark              |       | Démocrate   |
| Californie | 10e district | Don Edwards             |       | Démocrate    | Don Edwards             |       | Démocrate   |
| Californie | 11e district | Tom Lantos              |       | Démocrate    | Tom Lantos              |       | Démocrate   |
| Californie | 12e district | Tom Campbell            |       | Républicain  | Tom Campbell            |       | Républicain |
| Californie | 13e district | Norm Mineta             |       | Démocrate    | Norm Mineta             |       | Démocrate   |
| Californie | 14e district | Norman D. Shumway *     |       | Républicain* | John Doolittle          |       | Républicain |
| Californie | 15e district | Gary Condit             |       | Démocrate    | Gary Condit             |       | Démocrate   |
| Californie | 16e district | Leon Panetta            |       | Démocrate    | Leon Panetta            |       | Démocrate   |
| Californie | 17e district | Chip Pashayan           |       | Républicain  | Cal Dooley              |       | Démocrate   |
| Californie | 18e district | Richard H. Lehman       |       | Démocrate    | Richard H. Lehman       |       | Démocrate   |
| Californie | 19e district | Robert J. Lagomarsino   |       | Républicain  | Robert J. Lagomarsino   |       | Républicain |
| Californie | 20e district | Bill Thomas             |       | Républicain  | Bill Thomas             |       | Républicain |
| Californie | 21e district | Elton Gallegly          |       | Républicain  | Elton Gallegly          |       | Républicain |
| Californie | 22e district | Carlos Moorhead         |       | Républicain  | Carlos Moorhead         |       | Républicain |
| Californie | 23e district | Anthony C. Beilenson    |       | Démocrate    | Anthony C. Beilenson    |       | Démocrate   |
| Californie | 24e district | Henry Waxman            |       | Démocrate    | Henry Waxman            |       | Démocrate   |
| Californie | 25e district | Edward R. Roybal        |       | Démocrate    | Edward R. Roybal        |       | Démocrate   |
| Californie | 26e district | Howard Berman           |       | Démocrate    | Howard Berman           |       | Démocrate   |
| Californie | 27e district | Mel Levine              |       | Démocrate    | Mel Levine              |       | Démocrate   |
| Californie | 28e district | Julian C. Dixon         |       | Démocrate    | Julian C. Dixon         |       | Démocrate   |
| Californie | 29e district | Augustus Hawkins *      |       | Démocrate*   | Maxine Waters           |       | Démocrate   |
| Californie | 30e district | Matthew G. Martinez     |       | Démocrate    | Matthew G. Martinez     |       | Démocrate   |
| Californie | 31e district | Mervyn M. Dymally       |       | Démocrate    | Mervyn M. Dymally       |       | Démocrate   |
| Californie | 32e district | Glenn M. Anderson       |       | Démocrate    | Glenn M. Anderson       |       | Démocrate   |
| Californie | 33e district | David Dreier            |       | Républicain  | David Dreier            |       | Républicain |
| Californie | 34e district | Ed Torres               |       | Démocrate    | Ed Torres               |       | Démocrate   |
| Californie | 35e district | Jerry Lewis             |       | Républicain  | Jerry Lewis             |       | Républicain |
| Californie | 36e district | George Brown Jr.        |       | Démocrate    | George Brown Jr.        |       | Démocrate   |
| Californie | 37e district | Al McCandless           |       | Républicain  | Al McCandless           |       | Républicain |
| Californie | 38e district | Bob Dornan              |       | Républicain  | Bob Dornan              |       | Républicain |
| Californie | 39e district | William E. Dannemeyer   |       | Républicain  | William E. Dannemeyer   |       | Républicain |
| Californie | 40e district | Christopher Cox         |       | Républicain  | Christopher Cox         |       | Républicain |
| Californie | 41e district | Bill Lowery             |       | Républicain  | Bill Lowery             |       | Républicain |
| Californie | 42e district | Dana Rohrabacher        |       | Républicain  | Dana Rohrabacher        |       | Républicain |
| Californie | 43e district | Ron Packard             |       | Républicain  | Ron Packard             |       | Républicain |
| Californie | 44e district | Jim Bates               |       | Démocrate    | Duke Cunningham         |       | Républicain |
| Californie | 45e district | Duncan L. Hunter        |       | Républicain  | Duncan L. Hunter        |       | Républicain |

Ce tableau ne comprend pas l'intégralité des résultats : voir la version en anglais